# Haga (Tochigi)
Haga (芳賀町, Haga-machi) és una vila i municipi de la prefectura de Tochigi, a la regió de Kanto, Japó i pertanyent al districte de Haga. L'activitat principal de la vila és l'indústria, sent a més una ciutat dormitori d'Utsunomiya.

## Geografia
El municipi de Haga està situat al sud-est de la prefectura de Tochigi, al nord-est de la regió de Kanto. El riu Gogyō, un afluent del riu Kokai passa per la vila. El terme municipal de Haga limita amb els de Takanezawa al nord; amb Mooka al sud; amb Utsunomiya, la capital prefectural, a l'oest i amb Ichikai a l'est.

## Història
L'àrea on es troba actualment la vila de Haga va formar part de la província de Shimotsuke des de temps antics fins als primers anys de l'era Meiji. Amb la nova llei de municipis de l'1 d'abril de 1889 es van fundar els pobles d'Ubagai, Minami-Takanezawa i Mizuhashi, tots ells pertanyents al districte de Haga. Ubagai va esdevindre vila l'1 de novembre de 1928. La nova vila i els dos pobles es van fusionar el 31 de març de 1954 per a fundar la nova vila de Haga.

## Política i govern

### Alcaldes
En aquesta taula només es reflecteixen els alcaldes democràtics, és a dir, des de l'any 1947. En el cas concret de Haga, la llista comença el 1954, quan es fundà la vila.
| Alcalde         | Inici del mandat | Fi del mandat | Partit | Partit |
| Minoru Aakabane | 1954             | 1955          |        | Ind    |
| Kiichi Iwamura  | 1955             | 1967          |        | Ind    |
| Seiichirō Naoi  | 1967             | 1979          |        | Ind    |
| Nobuo Ueno      | 1979             | 1991          |        | Ind    |
| Mitsuo Tanobe   | 1991             | 1999          |        | Ind    |
| Hitoshi Mori    | 1999             | 2007          |        | Ind    |
| Masao Toyoda    | 2007             | 2015          |        | Ind    |
| Tadashi Kenmoku | 2015             | -             |        | Ind    |

## Demografia
| 1920   | 1930   | 1940   | 1950   | 1960   | 1970   | 1980   |
| ------ | ------ | ------ | ------ | ------ | ------ | ------ |
| 14.603 | 15.465 | 16.080 | 20.677 | 18.627 | 16.169 | 16.669 |
| 1990   | 2000   | 2010   | 2020   | 2030   | 2040   | 2050   |
| 17.610 | 16.988 | 16.021 | 14.877 | -      | -      | -      |

## Transport

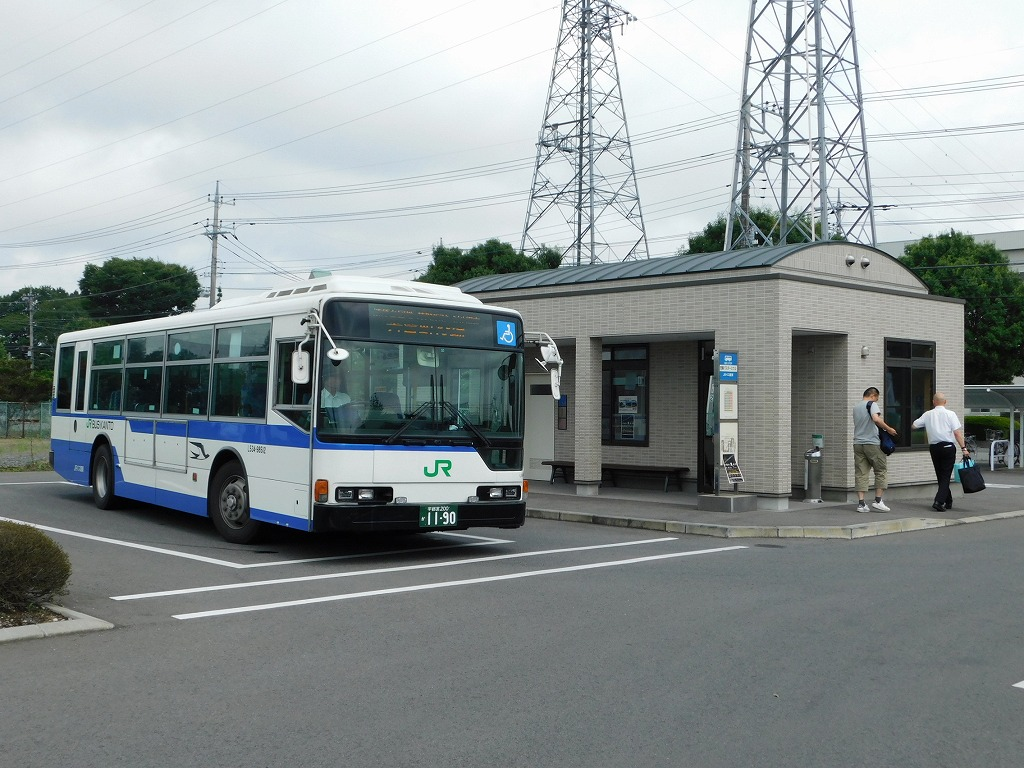
Depòsit de JR Bus Kantō

### Ferrocarril
- Ferrocarril Lleuger d'Utsunomiya (LRT)[5]
  - Haga-dai - Haga Kōgyōdanchi kanri sentā-mae - Kashi no Mori Kōen - Honga Giken-Kita Mon

### Carretera
- Nacional 123